# Airapus spinator
Airapus spinator är en skalbaggsart som beskrevs av Edgar von Harold 1877. Airapus spinator ingår i släktet Airapus och familjen Aphodiidae. Inga underarter finns listade i Catalogue of Life.